# Matthieu Elias

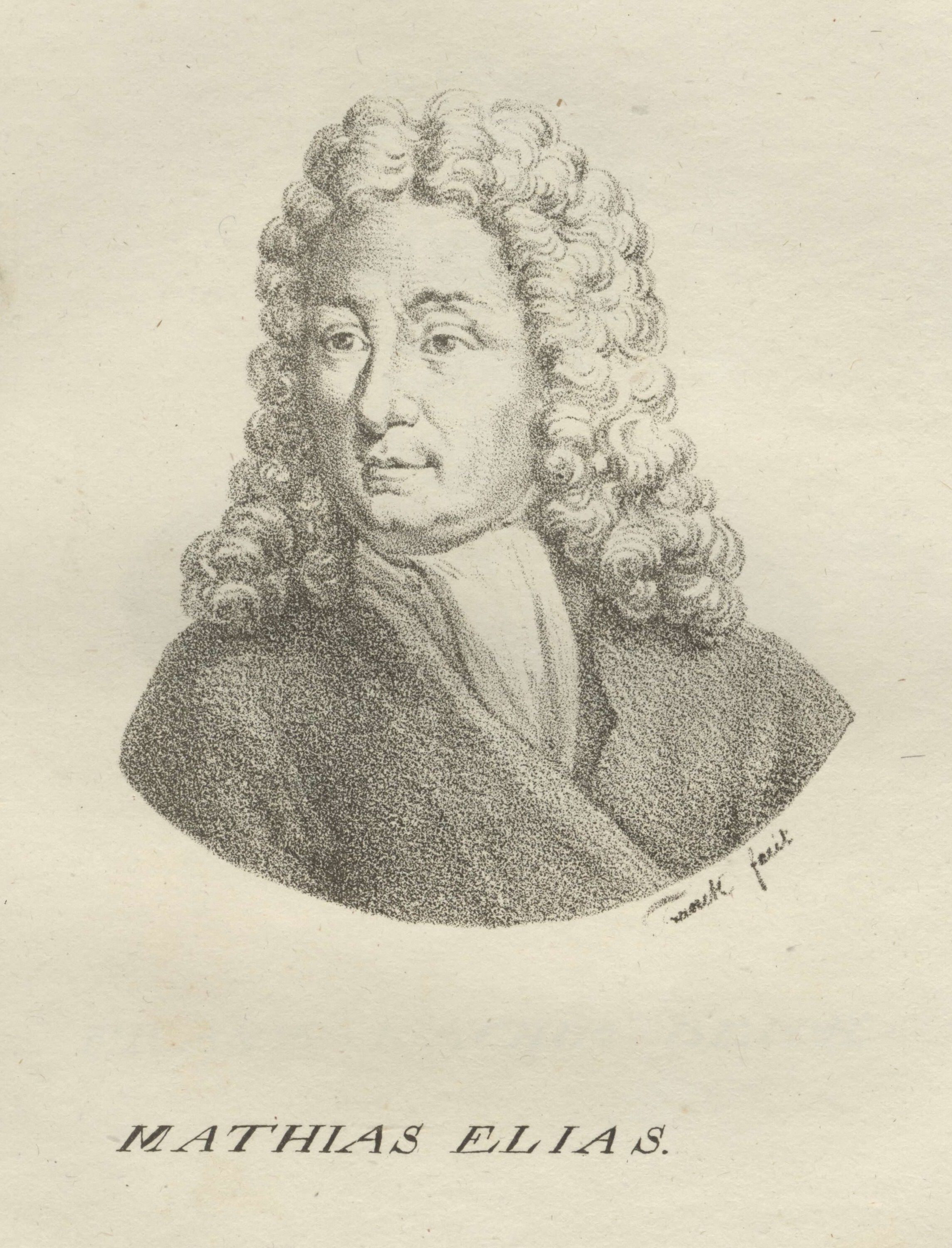
Portretgravure (1818)

Matthieu Elias (Zuidpene, ca. 1658 – Duinkerke, 22 april 1741) was een Vlaams kunstschilder van vooral portretten en historiestukken.

## Leven
De biografische gegevens over Elias zijn grotendeels afkomstig van zijn streekgenoot Jean-Baptiste Descamps, die in zijn overzichtswerk meerdere bladzijden aan hem wijdde. Hij vertelt dat Elias de zoon was van een arme weduwe en dat hij zich oefende in het tekenen terwijl hij hun enige koe liet grazen langs de straten, waardoor hij op een dag werd opgemerkt door de passerende schilder Philippe de Corbehem. Hoewel de inkleuring soms als semi-apocrief wordt beschouwd, staat vast dat Elias zijn opleiding genoot bij Corbehem in Duinkerke. Hij trok dan naar Parijs en volgde lessen aan de Académie de Saint-Luc. In 1684 bekwam hij er de graad van meester.
Er is weinig zicht op de productie van Elias in Parijs. Hij leverde vermoedelijk de kartons voor de brandglasramen over het leven van Jean de La Barrière in het feuillantenklooster – een beroemd maar helaas verdwenen ensemble van de glasschilders Benoît Michu en P.A. Sempi. Andere ontwerpen waren bedoeld voor de prentenmaker Jean Mariette. In 1702 kreeg Elias de prestigieuze opdracht om de jaarlijkse May te schilderen voor de Notre-Dame van Parijs. Ondertussen was hij docent geworden aan de Académie de Saint-Luc. In 1709 werd hij er benoemd tot directeur, maar nog hetzelfde jaar keerde hij terug naar Duinkerke. Hij werkte hoofdzakelijk voor kerken en kloosters in Duinkerke, Belle, Kassel, Ieper, Menen en Sint-Winoksbergen. Zo leverde hij voor de abdij van Sint-Winoksbergen schilderijen voor de kerk, de eetzaal en het abtenverblijf. Hij stierf in zijn woning in de Nieuwpoortstraat en werd begraven in de Sint-Elooiskerk.

## Werk
Met een stijl die terugkeek naar Rubens en Philippe de Champagne, waren Elias' schilderijen enigszins traditioneel. Veel van zijn werk wordt bewaard in het Museum voor Schone Kunsten van Duinkerke en in het Musée du Mont-de-Piété van Sint-Winoksbergen. Uit zijn Parijse periode is minder overgeleverd. Het Louvre bezit een reeks tekeningen die de brandglasramen van de feuillanten documenteren, alsook het Album Elye, waarvan evenwel slechts een klein deel aan hem kan worden toegeschreven.

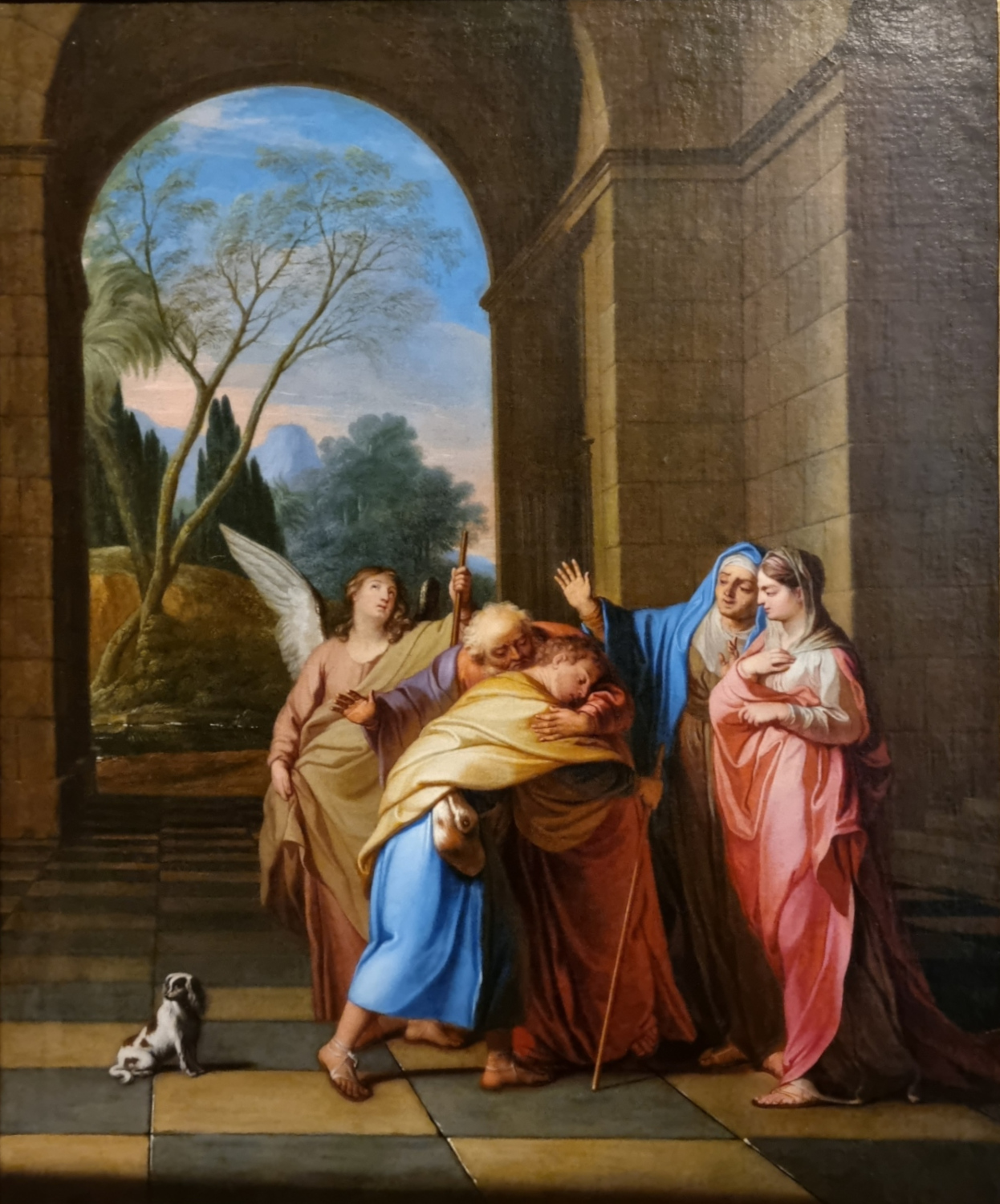
Terugkeer van Tobias (1703)
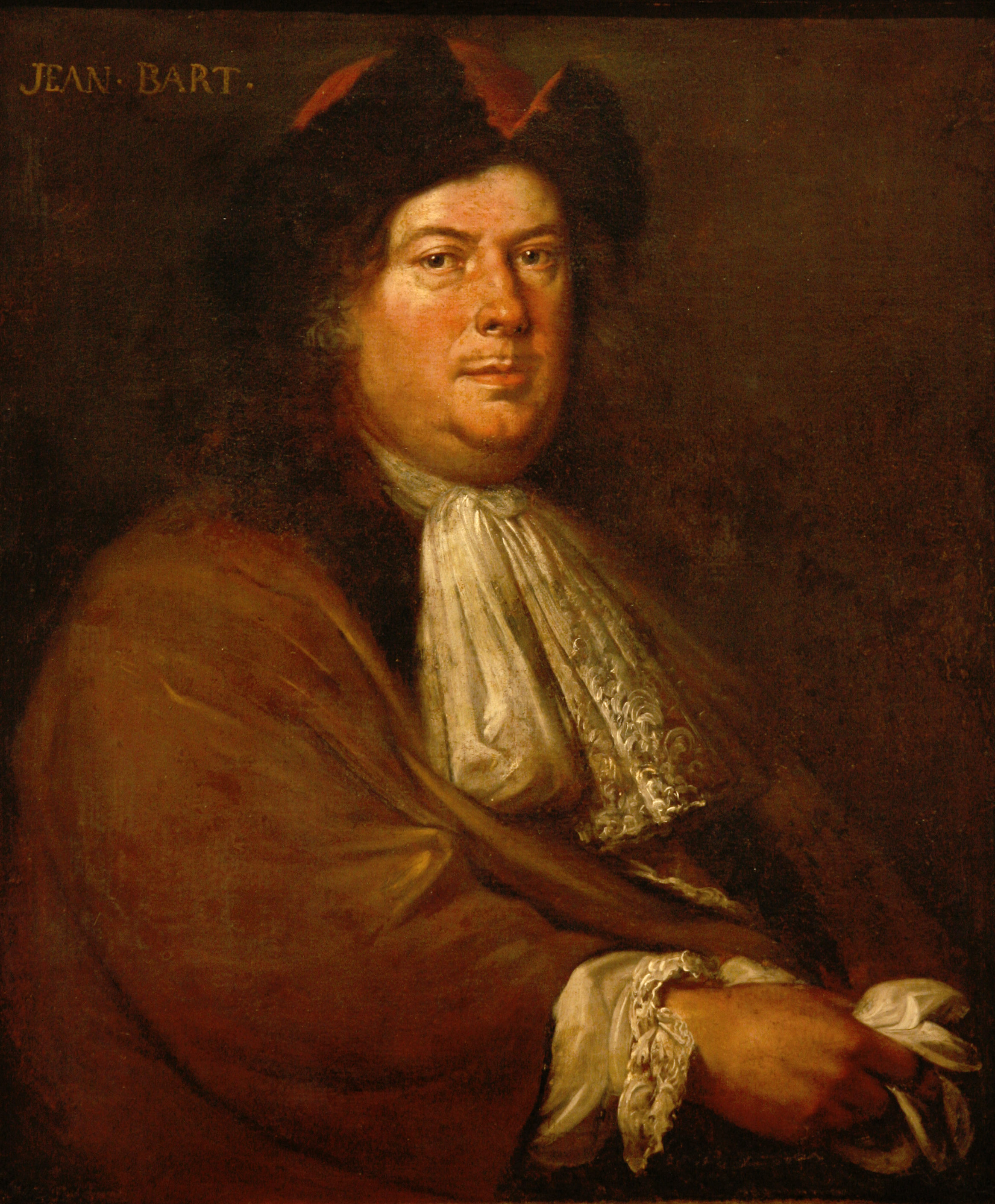
Portret van Jan Bart
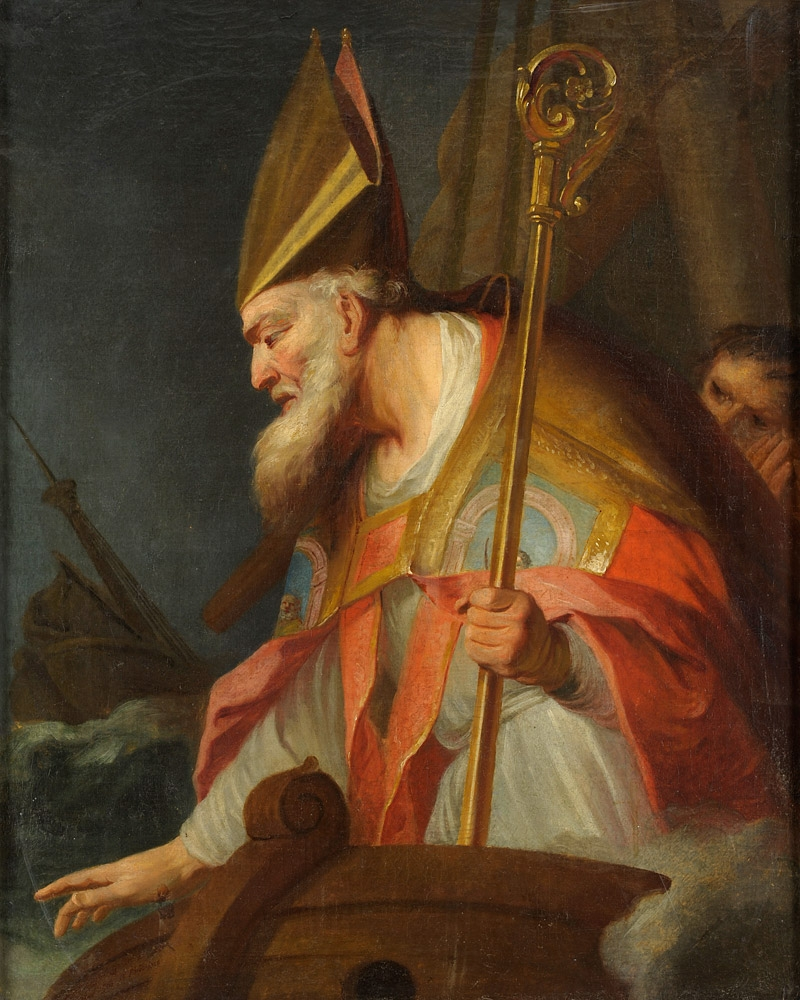
Sint-Nicolaas (1736)

## Voetnoten
1. ↑  Jean-Baptiste Descamps, La Vie des Peintres Flamands, Allemands et Hollandois, vol. III, 1760, p. 377-382
2. 1 2  Phillips 2018, p. 146

- Bibliothèque nationale de France: cb14973380r (data)
- Biografisch Portaal: 16144326
- Gemeinsame Normdatei: 1075827051
- International Standard Name Identifier: 0000 0000 6662 7288
- Library of Congress Control Number: nr98040882
- Nationale Bibliotheek van Tsjechië: xx0279885
- RKD-Nederlands Instituut voor Kunstgeschiedenis: 25967
- Istituto Centrale per il Catalogo Unico: UTOV577915
- Système universitaire de documentation: 097591963
- Union List of Artist Names: 500032278
- Virtual International Authority File: 51963161
- WorldCat: E39PBJxWP9DchTpGJ6p767x4bd